# A Mind of Its Own
A Mind of Its Own è il secondo singolo estratto dal primo album della cantante britannica Victoria Beckham, Victoria Beckham
Il singolo è stato pubblicato l'11 febbraio 2002 dall'etichetta discografica Virgin e ha raggiunto la sesta posizione della classifica dei singoli britannica.

## Tracce e formati
- UK CD

1. "A Mind Of Its Own" - 3:48
2. "Always Be My Baby" - 3:31
3. "Feels So Good" - 3:47

- UK DVD

1. "A Mind Of Its Own" - 3:48
2. "Always Be My Baby" - 3:31
3. "Feels So Good" - 3:47
4. Victoria 'Behind The Scenes' At The Video Shoot numero 1 - 0:30
5. Victoria 'Behind The Scenes' At The Video Shoot numero 2 - 0:30
6. Victoria 'Behind The Scenes' At The Video Shoot numero 3 - 0:30
7. Victoria 'Behind The Scenes' At The Video Shoot numero 4 - 0:30

## Classifiche
| Classifica  | Posizione massima |
| ----------- | ----------------- |
| Regno Unito | 6                 |